# Kemikalie
Et kemikalie er et grundstof eller en forbindelse af grundstoffer, fremstillet på et kemilaboratorie eller industrielt.
Når stoffer i daglig tale kaldes kemikalier, er det normalt ud fra den betragtningsvinkel, at de er stoffer, der er kunstigt fremstillede eller udvundne; som når man siger, at maden er fuld af kemikalier, så mener man kunstige tilsætningsstoffer. Grænserne er dog flydende.
Ganske almindeligt bordsalt er et naturligt dannet kemikalie (NaCl – natriumchlorid), som derefter er blevet raffineret på en fabrik, men de færreste tænker på det som et kemikalie. Peber er både et kemikalie og et granuleret naturmateriale. Fint metalpulver bruges i laboratorier og er altså et kemikalie, selv om mange måske har den opfattelse, at det ligger uden for grænserne.
Fra en kemikers synspunkt er det meningsløst at skelne mellem kemikalier og naturmaterialer – naturen er opbygget af naturligt frembragte kemikalier, hvoraf nogle er uskadelige for mennesker og andre er dødeligt giftige (fx er der (meget lidt) cyankalium i bl.a. æbler, mest koncentreret i kernerne – dødelig dosis er ca. 2½ deciliter kerner).
Det er også værd at bemærke, at naturligt forekommende stoffer kan være lige så allergifremkaldende som kemiske; eksempelvis er parfumestoffer udvundet fra planter lige så allergifremkaldende som de syntetisk fremstillede.